# Rubenilson dos Santos da Rocha
Rubenilson dos Santos da Rocha, spelernaam Kanu, (Salvador, 23 september 1987) is een Braziliaans voetballer die doorgaans als aanvaller speelt. Zijn voetbalnaam 'Kanu' komt van de andere bekende voetballer Nwankwo Kanu, een Nigeriaanse spits.
Voor Kanu een contract tekende bij RSC Anderlecht was hij op stage bij FC Groningen. Kanu overtuigde de staf van zijn kunnen, maar hij paste niet in het profiel dat de club zocht bij een nieuwe spits.
Bij RSC Anderlecht speelde hij in zijn eerste half jaar drie oefenwedstrijden. Tegen Club Luik scoorde hij zijn eerste doelpunt en tegen Knokke scoorde hij zijn tweede doelpunt. Hij speelde ook in de voorronde van de Champions League tegen BATE Borisov. Tijdens de winterstop werd Kanu verhuurd aan Cercle Brugge, als onderdeel van de overgang van Tom De Sutter in de omgekeerde richting. De Braziliaan kwam er echter niet aan scoren toe. Voor het seizoen 2009/10 doet RSC Anderlecht opnieuw een beroep op Kanu.
Op 20 februari 2013 maakte hij de overstap naar het Tsjetsjeense Terek Grozny.

## Spelerscarrière
| Seizoen | Club                      | Land          | Competitie                    | Wed. | Goals |
| ------- | ------------------------- | ------------- | ----------------------------- | ---- | ----- |
| 2006/07 | Grêmio Recreativo Barueri | Brazilië      | Campeonato Brasileiro Série B | 4    | 0     |
| 2007/08 | → Clube Atlético Juventus | Brazilië      | Campeonato Paulista           | 32   | 2     |
| 2008/09 | RSC Anderlecht            | België        | Jupiler Pro League            | 1    | 0     |
| 2008/09 | → Cercle Brugge           | België        | Jupiler Pro League            | 13   | 0     |
| 2009/10 | RSC Anderlecht            | België        | Jupiler Pro League            | 23   | 1     |
| 2010/11 | RSC Anderlecht            | België        | Jupiler Pro League            | 26   | 4     |
| 2011/12 | RSC Anderlecht            | België        | Jupiler Pro League            | 15   | 5     |
| 2012/13 | RSC Anderlecht            | België        | Jupiler Pro League            | 21   | 4     |
| 2012/13 | Terek Grozny              | Rusland       | Premjer-Liga                  | 6    | 1     |
| 2013/14 | Terek Grozny              | Rusland       | Premjer-Liga                  | 25   | 1     |
| 2014/15 | Terek Grozny              | Rusland       | Premjer-Liga                  | 18   | 0     |
| 2015/16 | Terek Grozny              | Rusland       | Premjer-Liga                  | 5    | 0     |
| 2016/17 | Buriram United            | Thailand      | Thai League 1                 | 0    | 0     |
| 2017/18 | Omonia Nicosia            | Cyprus        | A Divizion                    | 22   | 0     |
| 2018/19 | KV Kortrijk               | België        | Jupiler Pro League            | 16   | 1     |
| 2018/19 | Al-Raed                   | Saoedi-Arabië | Saudi Professional League     | 13   | 1     |
| Totaal  | Totaal                    | Totaal        | Totaal                        | 240  | 20    |

## Palmares
| Nationaal          |    |            |
| Belgisch kampioen  | 2x | 2010, 2012 |
| Belgische Supercup | 2x | 2010, 2012 |